# Малая Чегодайка
 Малая Чегодайка  — поселок в Черемшанском районе Татарстана. Входит в состав Черемшанского сельского поселения.

## География
Находится в южной части Татарстана на расстоянии приблизительно 8 км по прямой на запад от районного центра села Черемшан.

## История
Основан в середине XVIII века.

## Население
Постоянных жителей было: в 1859 году — 40, в 1889 — 68, в 1910 — 74, в 1920 — 86, в 1926 — 68, в 1949 — 97, в 1958—117, в 1970—156, в 1979—137, в 1989—107, в 2002 − 111 (русские 29 %, чуваши 66 %), 241 в 2010.